# 上阿塔維略斯區
11°14′04″S 76°39′20″W / 11.23444°S 76.65556°W
上阿塔維略斯區（西班牙語：Distrito de Atavillos Alto），是秘魯的一個區，位於該國中南部利馬大區的瓦拉爾省，面積347.7平方公里，海拔高度3,255米，2005年人口1,004，人口密度每平方公里2.9人。